# Cumpleaños

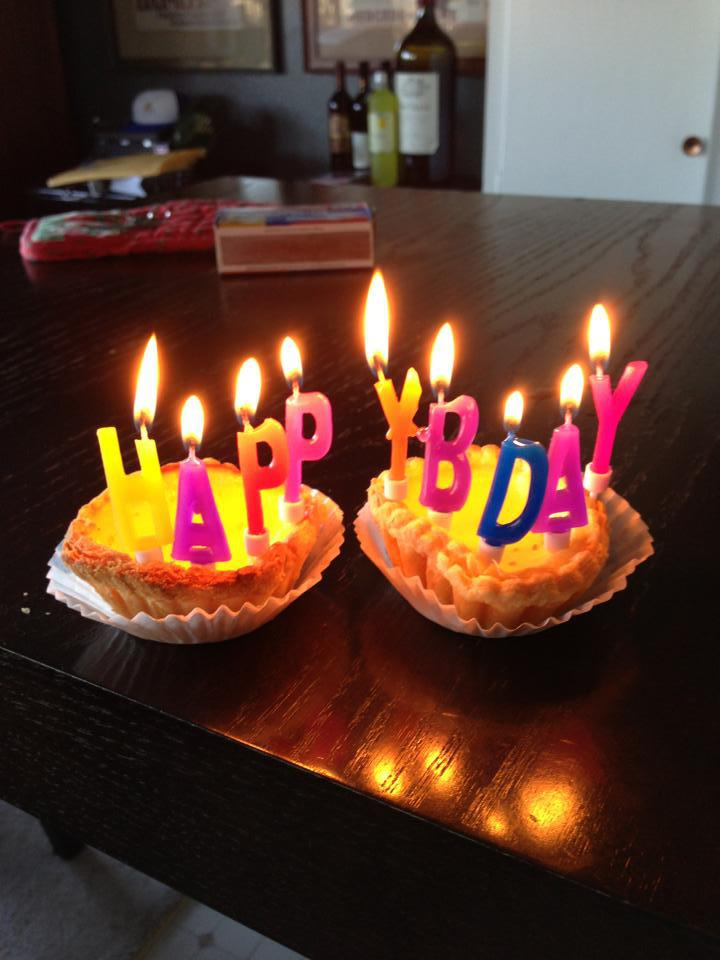
Pastel de cumpleaños.

El cumpleaños es el aniversario del nacimiento de una persona, o incluso de una institución u organización. En cuanto a las personas, en muchas culturas es costumbre celebrar los cumpleaños con una fiesta con familiares, conocidos y amigos, en donde se dan regalos a la persona homenajeada. Las fiestas de cumpleaños son muy populares sobre todo entre los niños. Es costumbre comer un pastel de cumpleaños, a la cual se le colocan velas, para que el cumpleañero sople y las apague mientras los invitados cantan alguna canción de cumpleaños, las más populares de las cuales son: Cumpleaños feliz, en varios países, Ay qué noche tan preciosa en Venezuela y Las mañanitas, en México y en otros países y zonas de habla hispana; además del Happy Birthday estadounidense, ya popular también en otros países, debido sobre todo a la difusión a través de los medios de comunicación.

## Origen y el cristianismo
«Las varias costumbres que la gente observa hoy día al celebrar sus cumpleaños se remontan a mucho tiempo atrás en la historia. Nacen dentro del dominio de la magia y la religión. En la antigüedad, las costumbres de felicitar, dar regalos y hacer una fiesta —con las velas encendidas que la completan— tenían el propósito de proteger de los demonios al que celebraba su cumpleaños, y de garantizar su seguridad durante el año entrante. [...] Hasta el cuarto siglo, el cristianismo rechazó la celebración de cumpleaños como una costumbre pagana».
La costumbre de rodear la tarta de velas viene de la antigüedad. El círculo de velas formaba parte de un ritual que protegía al homenajeado de los malos espíritus durante un año. Esto causó durante años que la Iglesia católica considerase que la celebración del cumpleaños era un rito pagano. No fue hasta el siglo IV cuando se empezó a difundir la fiesta de la Navidad como cumpleaños de Cristo, el 25 de diciembre en occidente y el 7 de enero en oriente. Esto hizo que, con el tiempo, también los cristianos festejaran sus propios cumpleaños uniéndose al de su Salvador (restos de este sentido cristiano del cumpleaños queda en una antigua tradición alemana que ponía en las tortas de cumpleaños la cantidad de velas que correspondían a la cantidad de años del cumpleañero más una vela grande que era la «luz de la vida» o la «luz de Cristo»).
Con el ascenso del cristianismo, la tradición de celebrar los cumpleaños cesó por completo. Los primeros seguidores de Cristo creían que los niños entraban en este mundo con sus almas ya manchadas por el pecado original de Adán, el mundo era un lugar duro y cruel, donde no había razón para celebrar el cumpleaños de nadie.[cita requerida]
Actualmente, algunos grupos cristianos como los Testigos de Jehová, conservan la tradición cristiana antigua de no celebrar cumpleaños por considerarlo contrario a sus principios, es decir, un ritual pagano.
«La noción de una fiesta de cumpleaños era muy ajena a las ideas de los cristianos de este período en general».
El aniversario de un santo no es aquel en que nacieron en la carne, sino aquel en el que mueren. Había otra razón por la que los primeros Padres de la Iglesia predicaban contra la celebración de los cumpleaños. Ellos consideraban estas festividades, originadas entre egipcios y griegos, como reliquias de las prácticas paganas.
«Los hebreos de más tarde consideraban la celebración de cumpleaños como parte de la adoración idolátrica, un punto de vista que sería abundantemente confirmado por lo que veían de las costumbres comunes que estaban asociadas con estos días».
En el año 245 d. C., cuando un grupo de antiguos historiadores cristianos trató de fijar la fecha exacta del nacimiento de Cristo, la Iglesia católica consideró sacrílega esta investigación, proclamando que sería pecaminoso celebrar el nacimiento de Cristo como si fuese un faraón. [cita requerida]
Los griegos creían que toda persona tenía un espíritu protector, o daemon, que estaba presente el día de su nacimiento y que cuidaba de ella durante su vida. Este espíritu tenía una relación mística con el dios en cuyo día de cumpleaños la persona nacía.[cita requerida] Los romanos también aceptaban esta idea. [...] Esta idea fue transmitida al campo de las creencias humanas y se refleja en la idea del ángel custodio, el hada madrina y el santo patrón [...] La costumbre de las tortas o bizcochos con las velas encendidas comenzó con los griegos[cita requerida] [...] Se ponían sobre los altares del templo de [Artemisa] tortas redondas como la luna, hechas con miel, que tenían cirios encendidos. [...] La creencia folclórica es que las velas de cumpleaños están dotadas de magia especial para conceder deseos. [...] Los cirios encendidos y los fuegos relacionados con sus sacrificios han tenido un significado místico especial desde el tiempo en que el hombre comenzó a erigir altares a sus dioses. De modo que las velas de cumpleaños rinden honra y tributo a la criatura que celebra su cumpleaños y le traen buena suerte. [...] Los saludos de cumpleaños y las felicitaciones son parte intrínseca de esta fiesta. [...] Originalmente la idea estaba arraigada en la magia. [...] Los saludos de cumpleaños tienen poder para bien o para mal porque en este día uno está más cerca del mundo de los espíritus.

## Tradiciones de países occidentales

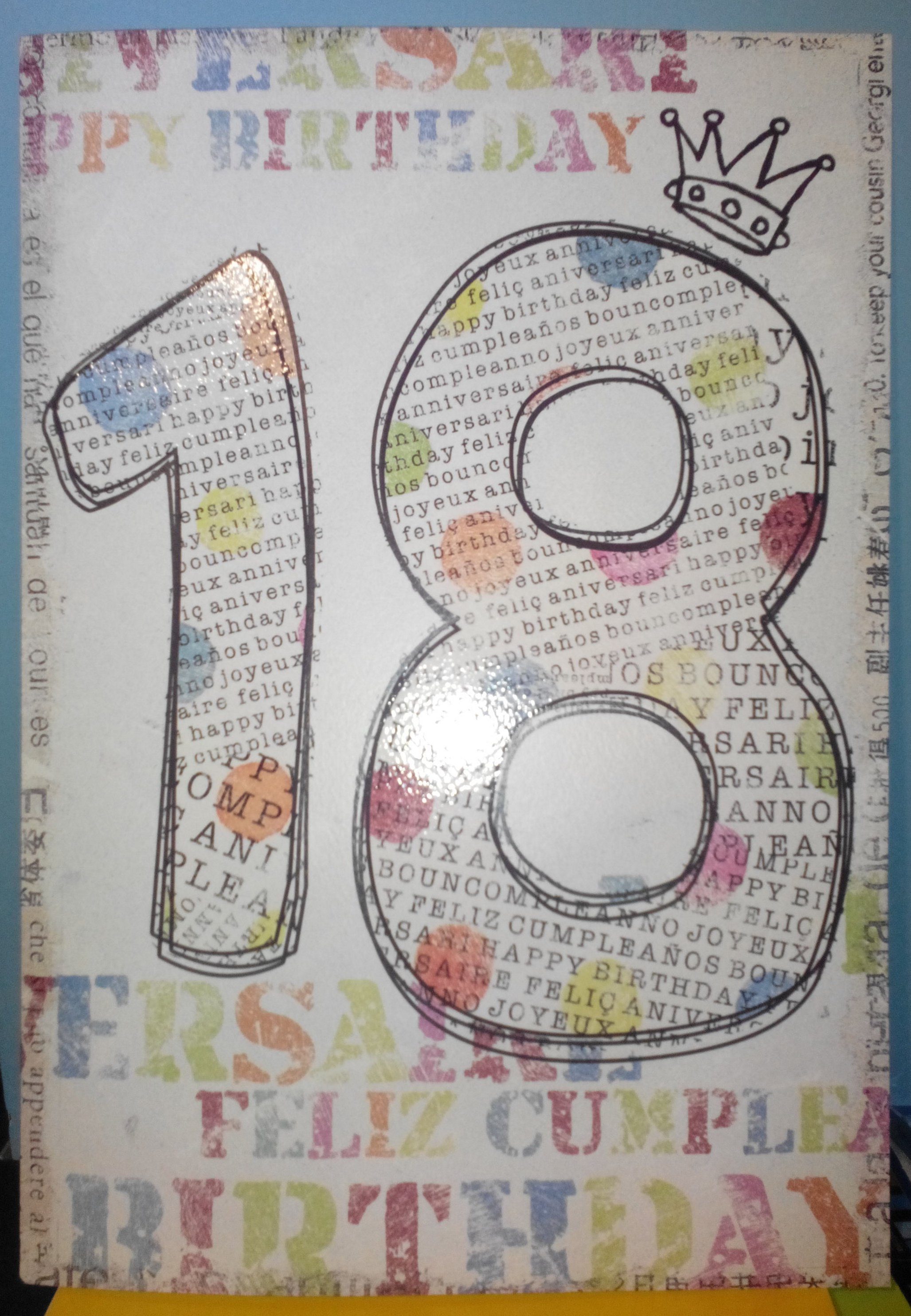
Tarjeta de cumpleaños

Las fiestas de cumpleaños suelen celebrarse en un ambiente de la casa del cumpleañero, o bien en otro lugar destinado para tal fin, como una sala de fiestas o salón de fiestas, en donde se colocan decoraciones que generalmente incluyen globos y en donde se sirven comida y refrigerios a los invitados. La actividad generalmente va acompañada de juegos y entretenimientos que ayudan a dar realce a la actividad. El evento puede incluir:
- Payasos
- Magos
- Juegos inflables o camas elásticas
- Piñatas

En las fiestas infantiles en México y otros países de América Central se suele colocar una piñata, (hecha de cartón o de papel endurecido con engrudo o de barro, y decorada en forma de estrella, si es de las más tradicionales, o con la imagen de personajes del cine, videojuegos o de la televisión), que, llena de juguetes o de confites/dulces, se pone al final de una polea simple fija o, más comúnmente, colgada de una cuerda, controlada desde lo alto. Los niños, con un bastón o con un madero o con un palo de escoba, se turnan para tratar de reventar la bolsa y obtener las golosinas. En las fiestas de cumpleaños de adultos, la piñata puede ser reemplazada por la visita de un mariachi.
En las fiestas de cumpleaños de adultos se suele compartir consumiendo bebidas alcohólicas, contando chistes y haciendo bromas (a veces pesadas) y suele recordarse, en compañía de los amigos, momentos alegres o felices que se han vivido en común y que los invitados conservan en su memoria.

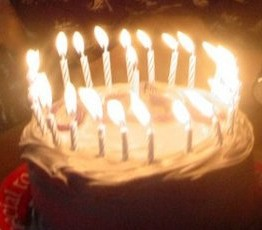
Pastel de cumpleaños

Una costumbre común es ofrecer al cumpleañero un gran pastel o torta decorada con velas o bengala iluminadas mientras se le canta en coro una canción de felicitaciones por parte de los invitados. Se supone que el número de velas encendidas coincide con el número de años que la persona está cumpliendo, pero también es frecuente el uso de velas especiales en forma de números, o incluso velas en forma de signo de interrogación o velas con efecto sorpresa, que después de soplarles vuelven a prenderse, etcétera.
La persona que celebra su cumpleaños a menudo pide un deseo (en algunos países, tres) en silencio y posteriormente sopla las velas. Si las sopla todas de un solo soplido, se dice que sus deseos se harán realidad. Según otra superstición, si revela sus deseos, entonces no se cumplirán.

## Algunas tradiciones por país

### En países hispanohablantes
En México después de apagar todas las velas (y haberlas retirado del pastel), se puede pedir a coro que el festejado acerque la cara al pastel para que le dé una mordida al pastel; los invitados lo animan pidiendo: "¡Mordida!, ¡Mordida!...". Posteriormente los asistentes ubicados cerca del cumpleañero empujan su rostro al momento de morder el pastel para recibir el
"pastelazo".
En España y en Argentina, es costumbre tirar de las orejas de la persona "afortunada", una vez por cada año que cumple. En otros países (como Estados Unidos) suelen darse tantos latigazos o pellizcos como años tenga. En la República Dominicana, no está mal visto y hasta es buena suerte echarle agua a la persona festejada.
En Chile, el cumpleañero/la cumpleañera recibe el popularmente conocido manteo (algunas personas suelen llamarlo malteo), el cual consiste en tomar las cuatro extremidades (brazos y piernas) del festejado entre cuatro personas para luego levantarlo tantas veces como años se cumplen.

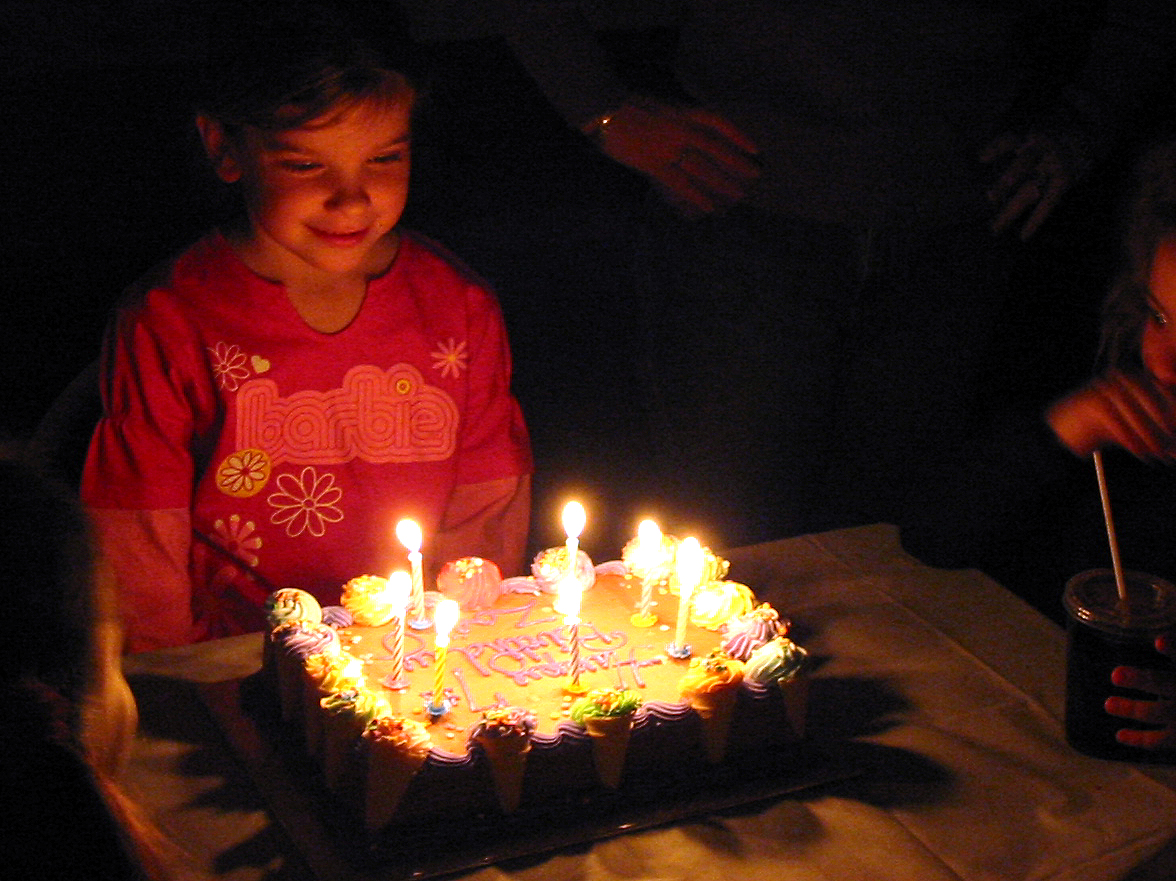
Niña en su fiesta de cumpleaños

En Paraguay, se suele dar palmadas, ya sean fuertes o suaves, en la espalda del cumpleañero tras haber terminado de cantar Cumpleaños feliz. A esto se lo llama carrera baqueta. Otra costumbre consiste en que los amigos del festejado compren huevo y harina, y, a escondidas, los echan sobre su cabeza, suponiendo la preparación de una torta. En algunos casos extremos, se usan huevos podridos. Así también, es costumbre que el cumpleañero entregue principalmente bolsas con pequeños juguetes y golosinas (sorpresitas) y globos piñatas con más sorpresas, así como alimentos como torta de cumpleaños, leche chocolatada, emparedados, empanadas, croquetas, golosinas, gaseosas, refrescos o jugos, y los adultos consumen bebidas como cervezas, vinos y sidras, entre otros. En Paraguay, se acostumbra que el cumpleañero no abra los regalos sino hasta terminada la fiesta.
Es común entre la juventud en Perú, arrojar harina y romper huevos en la cabeza a la persona que cumple años.
En Venezuela, es muy común cantar Ay, qué noche tan preciosa, para luego pasar a cantar el cumpleaños; al terminar, todos los invitados abrazan al agasajado luego de que este ha apagado las velas de la torta. Cuando el/la cumpleañero está en edad escolar, los invitados le dan la "sala" o "paliza", que son golpes suaves en la espalda y los brazos, aunque esta práctica ha caído en desuso. En cuanto a las de adultos se suele festejar preparando parrilla, sancochos, etc.; todo ello acompañado de consumo de bebidas alcohólicas (principalmente cerveza, ron, whisky y ocasionalmente vino, champaña o ginebra). Pudiendo o no tener la tradicional torta. Por regla general, se suele servir esta última (ya una vez apagadas las velas y cortada) en platos de postre ya sea sola o acompañada de otros dulces tales como gelatina, quesillo, flan y/o helado. 
El que cumple años suele recibir (y a veces dar) regalos por parte de los invitados a la fiesta y también de parte de familiares cercanos y amigos. En la región española de León, es tradición ponerle una collar de dulces.
En los últimos años, se ha puesto de moda ofrecer una fiesta sorpresa de cumpleaños para celebrar los aniversarios de los adultos. Los implicados fingen olvidar o no saber que hay un cumpleaños, pero se presentan en la casa del aludido o en algún lugar ya planeado para sorprender a la persona que cumple años y celebrar la fiesta.

### En otros países

#### Antigua Persia
Según Heródoto (siglo V a. C.), de todos los días del año, el que más celebra el pueblo persa es su cumpleaños. Era costumbre que ese día la mesa estuviera provista de una oferta más amplia que la común: los más ricos comían íntegramente vaca, caballo, camello o asno (en griego: ὄνον), mientras que las clases más pobres utilizaban en su lugar las clases más pequeñas de ganado.

#### Antigua Roma
Los romanos celebraban con entusiasmo los cumpleaños con fiestas hedonistas y generosos regalos.

#### China
Las tradiciones chinas de cumpleaños reflejan el arraigado interés de la cultura por la alquimia china y la longevidad y los juegos de palabras. A partir de la homofonía entre 酒 ("vino de arroz") y 久 (que significa "largo" en el sentido del paso del tiempo), el vino de osmanthus y otros vinos de arroz son regalos tradicionales en los cumpleaños en China. Los fideos de la longevidad son otro de los alimentos tradicionales que se consumen en este día, aunque las tartas de cumpleaños de estilo occidental son cada vez más comunes entre los chinos urbanos.

#### Japón
Los japoneses empezaron realmente a celebrar los cumpleaños después de la Segunda Guerra Mundial basándose en las influencias occidentales. Las fiestas de cumpleaños de los niños son las más importantes, con una tarta, velas y canciones. Los adultos suelen limitarse a celebrarlo con su pareja.

#### Corea del Sur
El primer cumpleaños de un niño es una ocasión trascendental. Además, en Corea del Sur se considera que un bebé tiene un año de edad. Esto se debe a que el 1 de enero se considera el cumpleaños de todos los coreanos (véase también cálculo de la edad en Asia Oriental).

#### Corea del Norte
En Corea del Norte, la gente no celebra los cumpleaños el 8 de julio y el 17 de diciembre porque fueron las fechas de la muerte y funeral de estado de Kim Il-sung y la muerte y funeral de estado de Kim Jong-il, respectivamente. Más de 100.000 norcoreanos celebran sus cumpleaños desplazados al 9 de julio y al 18 de diciembre para evitar estas fechas. Una persona nacida el 8 de julio antes de 1994 puede cambiar su cumpleaños, con reconocimiento oficial. El cumpleaños de Kim Il-sung, el Día del Sol, es la fiesta más importante del país, y el cumpleaños de Kim Jong-il se celebra como el Día de la Estrella Brillante.

## Cumpleaños especiales

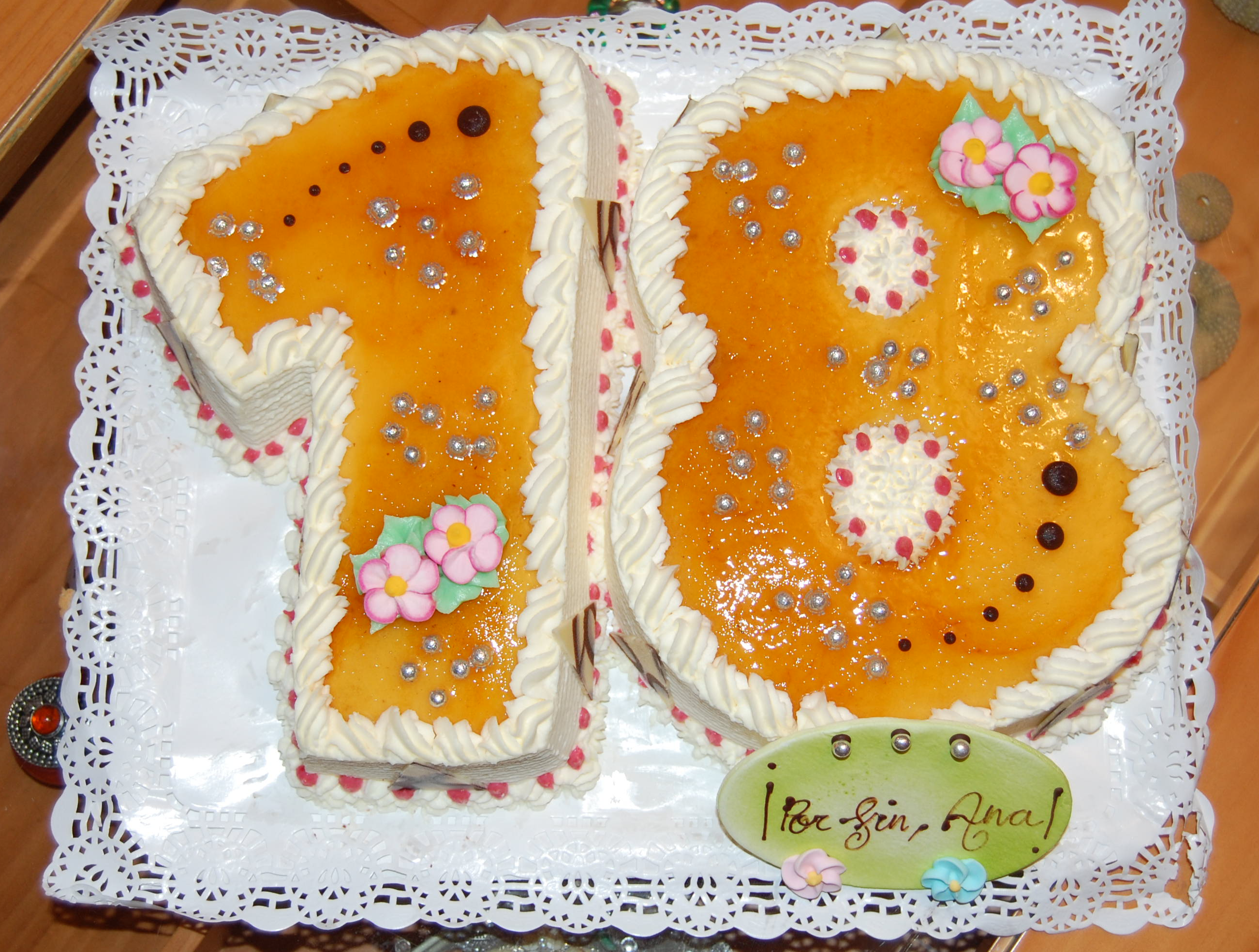
Torta de cumpleaños para celebrar los 18 años de edad.

Entre los cumpleaños especiales se encuentran los siguientes:
- Cuando se trata de un número de años significativo (como el primer año de vida) o un múltiplo de diez, como el cumpleaños número 10, 20, 50 o 100. Ocasionalmente, también a los 25 años, a los 33 (principalmente en el cristianismo haciendo alusión a "la edad de Cristo") o a los 35 (llamado "ticinco", mayormente en Venezuela).
- Cuando se pasa a la edad adulta (en muchos sistemas legales a los 18 años y en otros a los 17, 20 o 21), con los consiguientes derechos y responsabilidades que la persona afrontará en adelante: el permiso para consumir alcohol o tabaco, el derecho a votar, la posibilidad de ser llamado a luchar en una guerra, la edad del servicio militar obligatorio, etc.
- Fechas que en la antigüedad remota eran fiestas agrícolas (principalmente los equinoccios) terminaron convirtiéndose en días festivos, "cumpleaños" de personajes religiosos, como Jesús, Buda, Krishna o Rāma,.
- Los cumpleaños de personajes importantes, como Martin Luther King, Benito Juárez, Simón Bolívar, José de San Martín, José Gervasio Artigas, suelen acabar convirtiéndose en días festivos.
- En Latinoamérica se hace una fiesta alusiva a las chicas a los 15 (Quinceañera). En cambio, en Canadá y Estados Unidos las familias suelen celebrar los 16 años de una joven con una fiesta: "sweet sixteen" o "dulces dieciséis". Acontecimientos muy presentes en la cultura popular.

## Cumpleaños temáticos
Una fiesta de cumpleaños temática es aquella que tiene un tema que inspira todo el evento. Los cumpleaños temáticos son especialmente populares en los cumpleaños infantiles. En este tipo de fiestas todo gira en torno a la temática: la decoración, los disfraces o los juegos que sirven para amenizar el cumpleaños. La temática suele ser escogida en función de las preferencias del cumpleañero. Las fiestas de cumpleaños temáticas se han puesto de moda gracias a las celebridades que suelen organizar este tipo de fiestas para sus hijos.
Entre los cumpleaños temáticos más populares destacan los que están basados en películas o libros famosos, sobre todo entre los niños. Una de las fiestas temáticas más demandadas es el Cumpleaños Harry Potter, en este cumpleaños temático se usan como decoración los colores y los escudos de las casas de los magos, las imágenes los personajes de la saga o las varitas. Otros cumpleaños temáticos para destacar son los de princesas, los de superhéroes como Spiderman o Superman, el cumpleaños de Barbie o los de dibujos animados de Disney. Los adolescentes también celebran fiestas temáticas como el Cumpleaños Tik Tok donde el logo de la red social y los bailes más virales son los protagonistas del evento.
Los cumpleaños temáticos van más allá de la decoración. Muchas veces dentro de la fiesta se integran juegos como gymkanas o enigmas tipo escape room personalizados con las temáticas escogidas. Además, es posible que los participantes se disfracen o se pongan complementos como gafas, sombreros o caretas para tematizar al máximo la celebración.
Las invitaciones de cumpleaños digitales han comenzado a ser una opción popular para este tipo de eventos temáticos, permitiendo personalizar y enviar las invitaciones de manera rápida y sencilla por plataformas como WhatsApp. Los padres ahora pueden elegir invitaciones digitales personalizadas que correspondan a la temática de la fiesta, ya sea de dinosaurios, princesas o superhéroes, lo que añade un toque especial desde el primer contacto con los invitados.

## Decoración
La decoración de cumpleaños varía ampliamente según la temática, el lugar y las tradiciones culturales. En los cumpleaños infantiles, las decoraciones suelen centrarse en personajes de dibujos animados, colores vivos y elementos personalizados como piñatas y pancartas. Por otro lado, las celebraciones para adultos tienden hacia diseños minimalistas o temáticos, como fiestas tropicales o de décadas específicas.  
En países de Latinoamérica, es común integrar elementos culturales en las decoraciones, como flores, papel picado o colores vibrantes. Los globos, guirnaldas y centros de mesa son elementos básicos en muchas decoraciones. Para ideas y ejemplos prácticos sobre cómo organizar decoraciones temáticas, se pueden consultar recursos en línea como [Adornos para Cumple]

## Astrología
Los signos astrológicos, como los zodiacales, suelen depender del cumpleaños de cada uno, o incluso de la hora de nacimiento.
El signo solar depende del día del nacimiento, en tanto el que depende de la hora es llamado signo ascendente.
En algunos países existe la costumbre de asociar una piedra, dígase la esmeralda, zafiro, etcétera, con el mes de nacimiento.